# ون بيس: زد
ون بيس زد (باليابانية: ワンピース フィルム ゼット) (بالإنجليزية: ONE PIECE FILM: Z)‏ هو الفيلم الثاني عشر من سلسلة ون بيس، أُصدر بتاريخ 15 ديسمبر 2012 في القاعات اليابانية. ويدور حول مواجهة قراصنة قبعة القش ضد زيفير  أقوى عدو واجهه قبعة القش.
الفيلم من كتابة المانغاكا إييتشيرو أودا وإخراج تاتسويا ناغاميني، اختير الفيلم ضمن لائحة الأفلام المشاركة في مهرجان آنسي لأفلام الأنميشن.